# Deutsch-türkische Beziehungen
|  | Dieser Artikel wurde aufgrund von inhaltlichen Mängeln auf der Qualitätssicherungsseite des Projektes Türkei eingetragen. Hilf mit, die Qualität dieses Artikels auf ein akzeptables Niveau zu bringen, und beteilige dich an der Diskussion! |

Die Entwicklung deutsch-türkischer Beziehungen (türkisch: Almanya–Türkiye ilişkileri) begann im 11. Jahrhundert, als im Rahmen der Kreuzzugsunternehmungen zwischen dem Heiligen Römischen Reich deutscher Nation und dem türkischen Sultanat der Rum-Seldschuken erste Kontakte geknüpft wurden. Später ergaben sich Berührungen aus dem Vordringen des Osmanischen Reichs in Südosteuropa, während aus Deutschland das nämliche Gebiet aus der Gegenrichtung kolonisatorisch und ökonomisch erschlossen wurde, und zugleich Deutschland durch die dynastischen Verbindungen der Luxemburger und Habsburger mit dem Königreich Ungarn und die Doppelstellung der Habsburger als Kaiser des Heiligen Römischen Reichs und Landesherren der durch die Osmanen gefährdeten Territorien im Südosten des Reichs (Erzherzogtum Österreich, Steiermark, Kärnten, Krain) in Auseinandersetzungen mit den Osmanen hineingezogen wurde. Nach der Reichsgründung 1871 nahm das neue Deutsche Reich diplomatische Beziehung zum Osmanischen Reich auf. Im Ersten Weltkrieg waren beide Staaten Teil eines Militärbündnisses, der Mittelmächte. Nach dem Zweiten Weltkrieg und der Gründung der Bundesrepublik Deutschland wurden die durch den Krieg unterbrochenen Beziehungen mit der Republik Türkei, dem Nachfolgestaat des Osmanischen Reichs, wiederaufgenommen. Nach dem Beginn des Kalten Krieges trat die Türkei 1952 der NATO bei, die Bundesrepublik 1955. 1961 wurde ein Anwerbeabkommen zwischen der Bundesrepublik Deutschland und der Türkei geschlossen, in der Folge ließen sich zahlreiche Türken in Westdeutschland nieder. Zur Deutschen Demokratischen Republik (DDR) hatte die Türkei seit 1955 diplomatische Beziehungen.
Deutschland betreibt eine Botschaft in Ankara (Botschafterin seit 2024 Sybille Sorg), Generalkonsulate in Istanbul und Izmir sowie ein Konsulat in Antalya. Honorarkonsuln sind in Adana, Bodrum, Bursa, Edirne, Erzurum, Gaziantep, Kayseri und Trabzon tätig. Die Türkei unterhält eine Botschaft in Berlin (derzeitiger Botschafter Ahmet Başar Şen) und Generalkonsulate in Berlin, Düsseldorf, Essen, Frankfurt am Main, Hamburg, Hannover, Hürth, Karlsruhe, Mainz, München, Münster, Nürnberg und Stuttgart. Honorarkonsuln sind in Aachen, Bremen und Regensburg aktiv. Beide Staaten sind Mitglieder des Europarates, der Organisation für Sicherheit und Zusammenarbeit in Europa, der OECD und der NATO. Die Türkei ist ein Beitrittskandidat der Europäischen Union, in der Deutschland bereits Mitglied ist.
Die Beziehungen sind seit 2016 wegen der deutschen Anerkennung des türkischen Völkermords an den Armeniern als historisches Faktum getrübt.

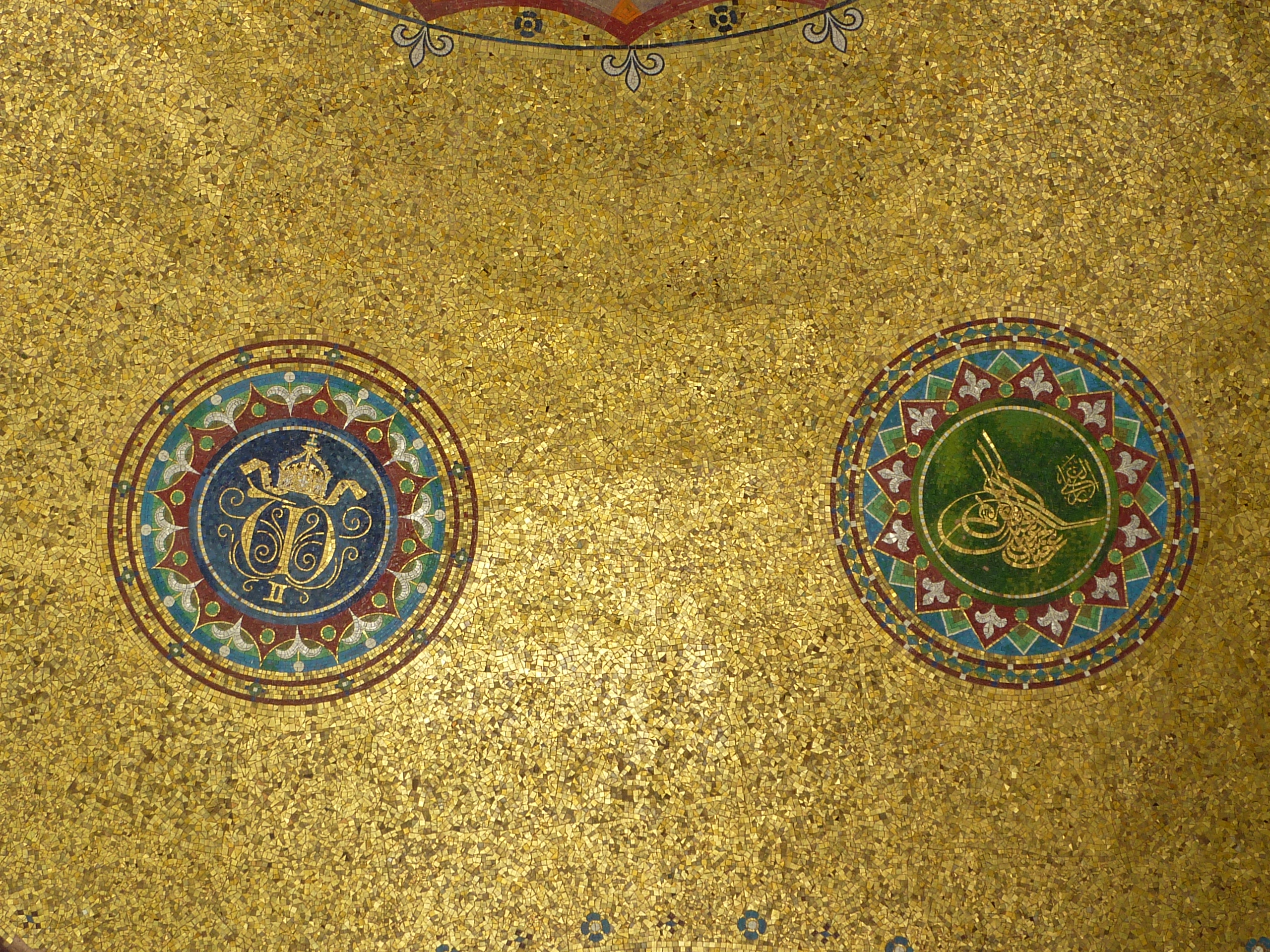
Das Monogramm von Wilhelm II. und die Tughra von Abdülhamid II. an der Kuppel des Deutschen Brunnens in Istanbul, zum Gedenken an des Kaisers Besuch in der Türkei im Jahr 1898

## Entwicklung vor Gründung der Bundesrepublik
Nach dem Ende der staufischen Dynastie (12./13. Jahrhundert) existierten auf dem Gebiet des heutigen Deutschland zahlreiche kleinere Territorien. Das Osmanische Reich wurde 1299 gegründet; bis ins 17. Jahrhundert dehnte es sich in Richtung auf Deutschland territorial aus. Durch die vielen Türkenkriege mit dem Osmanischen Reich kamen einige sogenannter Beutetürken und Kammertürken in die deutschen Länder. Bereits im 18. Jahrhundert baute das Osmanische Reich diplomatische Beziehungen zu Preußen auf. Die 1878 aus Russland an die Osmanen gefallene zahlenmäßig nicht große Bevölkerungsgruppe von Deutschen in Kars und Ardahan verließ nach 1945 das Land. Ein Rest assimilierte sich.

### 19. Jahrhundert, Erster Weltkrieg, Türkischer Befreiungskrieg und Gründung der Republik Türkei
Mit der Gründung des Deutschen Kaiserreiches 1871 wurden die wirtschaftlichen, militärischen und kulturellen Beziehungen intensiver. Spätestens seit der Palästinareise des Kaisers Wilhelm II. und seinem Besuch beim „Roten Sultan“ Abdülhamid II. (so genannt wegen des Massakers an den Armeniern) in Konstantinopel begann ein bis in das 21. Jahrhundert andauerndes Freundschaftsbündnis zwischen Deutschland und dem Osmanischen Reich bzw. dessen Rechtsnachfolger, der Türkischen Republik. Zu den wichtigsten Investitionen Deutschlands im Osmanischen Reich zählten der Bau der Bagdadbahn und der Anatolischen Eisenbahn. Die deutsch-Osmanische Allianz wurde auch militärisch durch die deutschen Militärmissionen im Osmanischen Reich gefestigt.
1908 rebellierten die Jungtürken, die zum Teil auch von deutschen Sozialdemokraten wie Friedrich Schrader beraten worden waren, gegen Sultan Abdülhamid II., der 1876 sein Amt angetreten und sein Reich despotisch regiert hatte. Sie zwangen ihn zur Wiedereinsetzung der konstitutionellen Verfassung von 1876. Weite Teile der Bevölkerung begrüßten die Revolution als „Verkündung der Freiheit“. 1914 wurde die Deutsch-Türkische Vereinigung zur Intensivierung der gegenseitigen Beziehungen und der stärkeren Einflussnahme deutscher Kultur in der Türkei gegründet.
Das Osmanische Reich hatte 1914 unrealiserbare Expansionspläne und -hoffnungen. Nach anfänglichem Überlegen, sich im Ersten Weltkrieg entweder auf die Seite der Entente zu stellen oder neutral zu bleiben, stellte sich die Türkei durch die Nutzung der von Deutschland übergebenen Kriegsschiffe Goeben und Breslau auf die Seite Deutschlands und Österreich-Ungarns. Die Türkei verlor zusammen mit Deutschland den Krieg und erlebte ebenso wie Deutschland die Abschaffung der Monarchie. Nach der Niederlage der Mittelmächte verlor das Osmanische Reich infolge des Friedensvertrages von Sèvres seine verbliebenen Gebiete außerhalb von Anatolien und Istanbul. Darüber hinaus sollte das Gebiet der heutigen Türkei weitgehend zerstückelt werden. Diese Pläne wurden allerdings nicht umgesetzt. Mustafa Kemal Atatürk organisierte ab dem 19. Mai 1919 den politischen und militärischen Widerstand gegen diese Pläne, wodurch der Türkische Befreiungskrieg ausgebrochen war. Besonders heftig waren ab 1920 die Kämpfe mit Griechenland. Die provisorische türkische Regierung in Ankara, die sich am 23. April 1920 zur rechtmäßigen Regierung des Landes erklärt hatte, begann mit der Formalisierung des rechtlichen Übergangs vom alten osmanischen zum neuen republikanischen politischen System. Die Regierung in Ankara führte einen bewaffneten und diplomatischen Kampf. In den Jahren 1921–1923 wurden die armenischen, griechischen, französischen und britischen Armeen vertrieben. Der militärische Vorstoß und der diplomatische Erfolg der Regierung in Ankara führten zur Unterzeichnung des Waffenstillstands von Mudanya am 11. Oktober 1922. Am 1. November 1922 schaffte das türkische Parlament in Ankara das osmanische Sultanat formell ab. Nach dem Sieg der Türkei wurden am 24. Juli 1923 mit dem Vertrag von Lausanne die Bestimmungen des Vertrages von Sèvres revidiert. Nachdem alle ausländischen Militäreinheiten Anatolien verlassen hatten, rief Mustafa Kemal Pascha am 29. Oktober 1923 die Republik aus. Im Laufe seiner Amtszeit führte Mustafa Kemal Pascha tiefgreifende Reformen im politischen und gesellschaftlichen System durch, welche die Türkei in einen modernen, säkularen und europäisch orientierten Staat verwandeln sollten. Die Leitlinien seiner Politik werden heute unter dem Begriff Kemalismus zusammengefasst. Dagegen fühlten sich viele Deutsche nach dem Ersten Weltkrieg und dem Vertrag von Versailles (1919) gedemütigt und sehnten sich nach einer nationalen Wiederauferstehung. In dieser Zeit entwickelte sich eine starke Faszination für den Türkischen Befreiungskrieg (1919–1923) unter Mustafa Kemal Atatürk, der es geschafft hatte, die Türkei nach dem Zusammenbruch des Osmanischen Reiches erfolgreich gegen die Siegermächte zu verteidigen und die Republik Türkei (1923) zu gründen. Die deutsche Presse in der Weimarer Republik berichtete intensiv über Atatürks Erfolge und die türkische Widerstandsbewegung. Zeitungen wie die Vossische Zeitung und die Frankfurter Zeitung stellten Atatürk als starken Führer dar, der sein Land aus dem Chaos führte. Diese Berichterstattung fand in der deutschen Bevölkerung großen Anklang, da man Parallelen zwischen der türkischen Befreiung und der deutschen Situation nach Versailles zog. Die Nationalsozialisten übernahmen diese Begeisterung und interpretierten Atatürk als Vorbild für ihre eigene politische Erneuerung. Sie bewunderten seinen Führungsstil, seine Modernisierungsmaßnahmen und vor allem den erfolgreichen Widerstand gegen die Entente-Mächte. Hitler selbst äußerte sich positiv über Atatürks Weg und sah in ihm einen Beweis dafür, dass eine starke Führung ein Land nach einer Niederlage wiederaufbauen kann. Die NS-Propaganda glorifizierte die Türkei als ein Beispiel dafür, wie eine besiegte Nation sich durch starke Führung und militärische Disziplin erneuert. Trotz dieser Bewunderung gab es jedoch grundlegende Unterschiede: Während Atatürk die Türkei modernisierte und säkularisierte, strebten die Nazis eine rassistische und autoritäre Diktatur an. Trotzdem hielt die Faszination für Atatürks Erfolg in NS-Kreisen bis in die 1930er Jahre an.

### Zwischenkriegszeit und Zweiter Weltkrieg

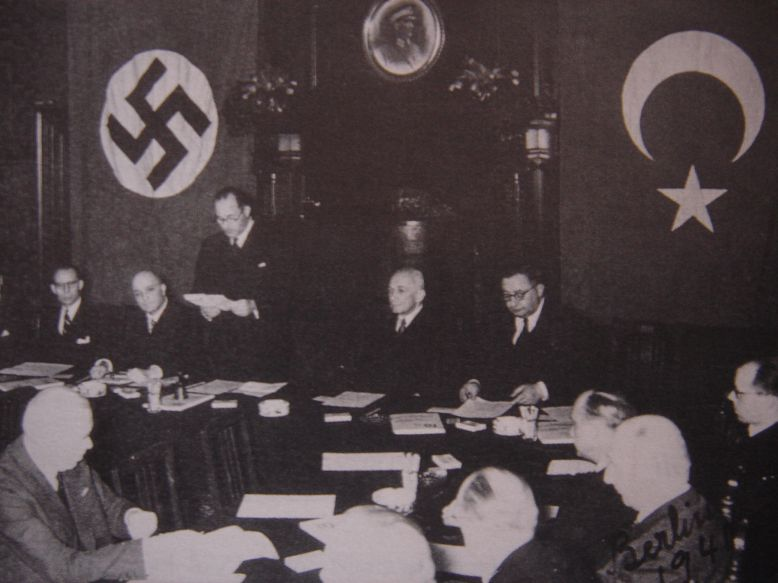
Unterzeichnung des deutsch-türkischen Freundschaftsvertrages und Nichtangriffspaktes am 18. Juni 1941 in Ankara durch den deutschen Botschafter Franz von Papen und den türkischen Außenminister Şükrü Saracoğlu

Die Türkei hielt nach dem Ersten Weltkrieg die Beziehungen zu Deutschland aufrecht, die diplomatischen Beziehungen kamen jedoch erst im Jahre 1924 mit der Unterzeichnung eines Freundschaftsvertrages in Gang. Der erste Gesandte wurde im März des Jahres Rudolf Nadolny, der im März 1925 auch formell zum Botschafter ernannt wurde. Die nach wie vor geringe Rolle der Türkei in der deutschen Außenpolitik zeigte sich daran, dass ab Februar 1932 der Posten des deutschen Botschafters für rund zwei Jahre unbesetzt blieb. Auf militärischer Ebene wurden hingegen auch zu Beginn der Zeit des Nationalsozialismus intensive Beziehungen gepflegt: Deutschland half bei der Ausbildung türkischer Soldaten und war die primäre Quelle der Türkei für Rüstungsgüter; deutsche Firmen unterstützten außerdem den Aufbau der heimischen Waffenindustrie.
Die deutsche Außenpolitik seit der Machtergreifung Hitlers 1933 inklusive der Verletzungen des Versailler Vertrags wurde in der Türkei, die sich seit dem Vertrag von Sèvres in einer ähnlichen Lage sah, mit Verständnis aufgenommen. Als jedoch das Deutsche Reich am 1. September 1939 den Überfall auf Polen einleitete und diesen durch den Nichtangriffspakt mit der Sowjetunion – die vielen Türken als Erzfeind galt – absicherte, wendete sich die Stimmung. Die Türkei war ein Dreierabkommen mit Frankreich und Großbritannien eingegangen, das Vereinbarungen „über gegenseitige Militärhilfe und Zusammenarbeit“ vorsah – ohne die Neutralität ganz aufzugeben. Nach dem deutschen Angriff auf die Sowjetunion im Juni 1941 konnte Deutschland jedoch erneut erhebliche Sympathien in der Türkei, bis hin zum Staatspräsidenten İnönü, gewinnen. Der seit April 1939 als deutscher Botschafter amtierende Franz von Papen sicherte der Türkei zu, ihre territoriale Integrität zu respektieren.
Im Oktober 1941 wurde das „Claudius-Abkommen“ (benannt nach dem deutschen Unterhändler Carl Clodius) geschlossen, wonach die Türkei bis zu 45.000 Tonnen Chromit-Erz nach Deutschland lieferte, sowie 90.000 Tonnen des Minerals in den Jahren 1943 und 1944, abhängig von Deutschlands Lieferung von militärischer Ausrüstung in die Türkei. Die Deutschen lieferten 117 Lokomotiven und 1.250 Waggons, um das Erz zu transportieren. In einem Versuch, die Lieferung dieses strategisch wichtigen Minerals nach Deutschland zu verhindern, gingen die Vereinigten Staaten und das Vereinigte Königreich auf eine sogenannte Shoppingtour des so bezeichneten „Abschlussfrist-Kaufes“ (engl. preclusive purchasing/buying): Sie kauften türkisches Chromit sogar dann, wenn sie nicht so viel davon für sich brauchten; als Teil dieses „Paketdeals“ musste die anglo-amerikanische Allianz auch getrocknete Früchte und Tabak kaufen.
Im August 1944, als die sowjetische Armee in Bulgarien einmarschierte und so den Landweg-Kontakt zwischen der Türkei und den Achsenmächten trennte, kappte die Türkei sowohl ihre diplomatischen als auch ihre Handelsbeziehungen mit Deutschland. Am 23. Februar 1945 erklärte die Türkei auf Seiten der Alliierten dem nationalsozialistischen Deutschland schließlich den Krieg.
In der Zeit des Nationalsozialismus gingen mehrere hundert Verfolgte ins Exil in der Türkei.

## Anwerbeabkommen von 1961

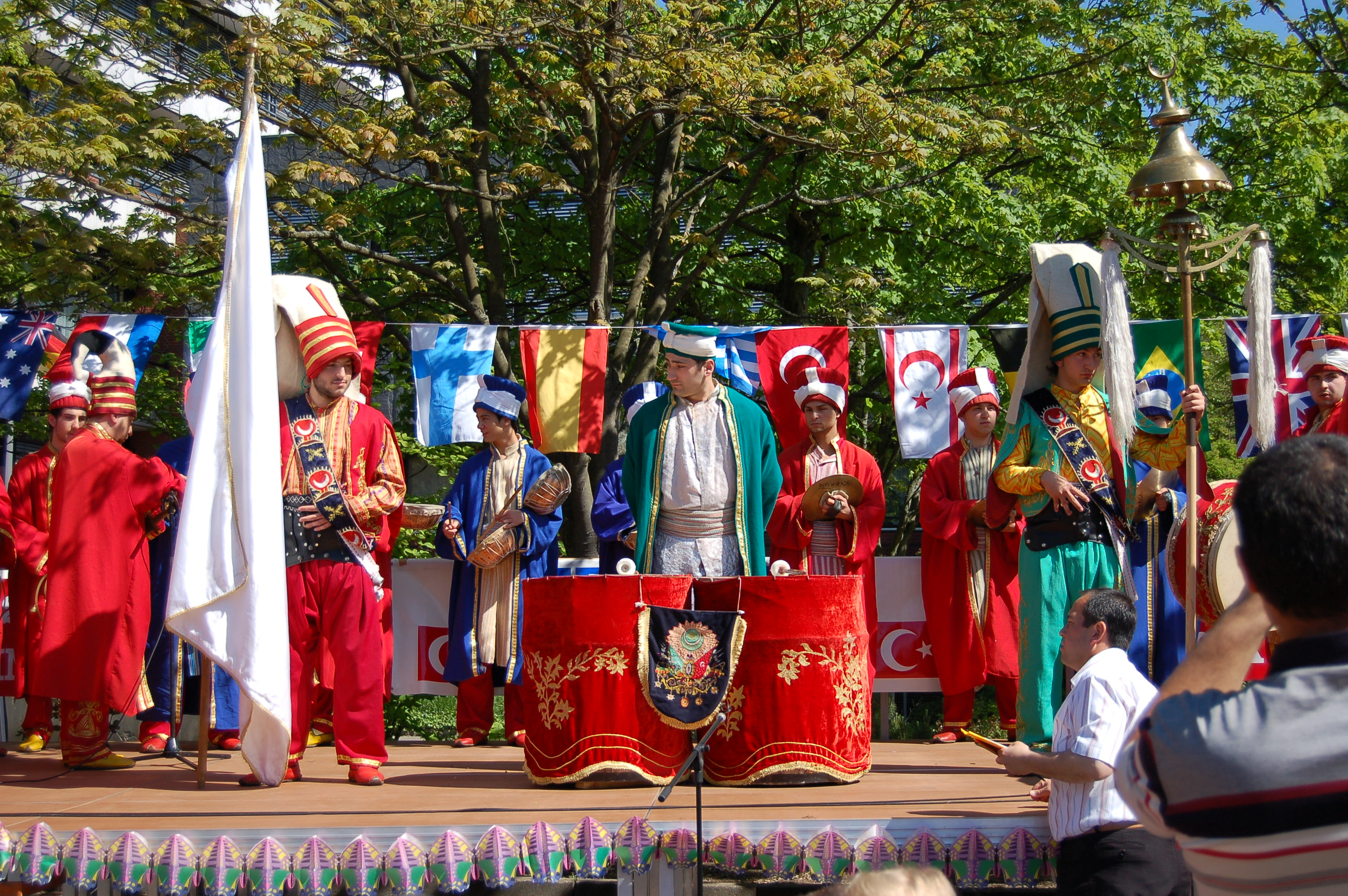
Türkische und zyperntürkische Jugendliche treten als Osmanische Militärband in Uetersen auf.

1961 schlossen die Türkei und Westdeutschland auf Drängen der Türkei ein Gastarbeiter-Anwerbeabkommen. Zahlreiche Gastarbeiter kamen und eine große türkischen Diaspora in Westdeutschland entstand.
Im Jahr 2012 hatten etwa 3,0 Millionen Einwohner in Deutschland einen türkischen Migrationshintergrund, davon die Hälfte mit eigener Migrationserfahrung. Insgesamt hatten im Jahr 2012 16,3 Millionen Einwohner in Deutschland einen Migrationshintergrund.

## Deutschland und der türkische EU-Beitritt
Im September 1963 wurde ein Assoziierungsabkommen zwischen der Türkei und der (damaligen) EWG abgeschlossen, das auch eine Vollmitgliedschaft in Aussicht stellte; im April 1987 beantragte die Türkei die Aufnahme in die (damalige) EG. Deutschland unterstützte die türkische Bitte der EU-Aufnahme keineswegs konsequent. Der Grad der Unterstützung variierte hat im Lauf der Zeit: Bundeskanzler Helmut Kohl lehnte den türkischen Wunsch ab, während Gerhard Schröder als ein überzeugter Unterstützer des türkischen EU-Beitritts galt. Am 11. Dezember 1999 (Kabinett Schröder I – Kabinett Ecevit V) erhielt die Türkei offiziell den Status als Beitrittskandidat zuerkannt und am 3. Oktober 2005 (spätes Kabinett Schröder II – Kabinett Erdoğan I) wurden die Verhandlungen mit dem Ziel einer (Voll-)Mitgliedschaft begonnen, wobei sich Österreich (Bundesregierung Schüssel II) zwischenzeitlich auch für eine Alternative zur Vollmitgliedschaft ausgesprochen hatte.
Bundeskanzlerin Angela Merkel sprach sich für eine „vage definierte Partnerschaft“ aus und stellte sich gegen eine Vollmitgliedschaft der Türkei innerhalb der EU. Der türkische Ministerpräsident Recep Tayyip Erdoğan antwortete darauf im Juli 2009, dass das türkische Volk niemals eine sogenannte privilegierte Partnerschaft akzeptieren werde. Seit jeher erstrebten die Türken eine Vollmitgliedschaft in der EU.

Im Jahre 2006 warnte Bundeskanzlerin Merkel, dass die Türkei in „tiefen, tiefen“ Ärger geraten könne, wenn es zur Erfüllung der Hoffnungen der Türkei kommen würde. Sie kritisierte die türkische Politik bezüglich der Vertreibung der Zyperngriechen aus Nordzypern. Zudem fügte sie hinzu: 

„Wir brauchen eine Umsetzung des Ankara-Protokolls über uneingeschränkten Handel auch mit und zu Zypern. Andernfalls wird die Situation sehr, sehr ernst, wenn es um die Fortsetzung der Beitrittsverhandlungen der Türkei kommt. Ich appelliere an die Türkei, alles zu tun, um eine solche komplizierte Situation zu vermeiden und nicht die Europäische Union in eine solche Situation zu führen.“

 Weiter könne sie sich nicht vorstellen, die Verhandlungen ohne Zugeständnisse seitens Ankaras zur Öffnung ihrer Häfen für zyprische Schiffe fortzuführen. Die türkische Regierung antwortete damit, dass im Gegenzug die EU ihr Embargo über den von der Türkei kontrollierten Teil der Insel Zypern aufheben soll.
Noch im März 2016 erklärten unter anderem Justizminister Heiko Maas und Verteidigungsministerin Ursula von der Leyen gegenüber dem Nachrichtenmagazin Der Spiegel, dass sie einen EU-Beitritt für möglich hielten.

## Politische Beziehungen in der Gegenwart
Die deutsch-türkischen Beziehungen haben sich aufgrund der ersten Ereignisse Böhmermann-Affäre im März 2016 (siehe auch: Erdowie, Erdowo, Erdowahn) und Anerkennung und Kritik der Bundesrepublik am türkischen Völkermord an den Armeniern im Juni 2016, an den Massenverhaftungen nach dem Putschversuch im gleichen Jahr (inklusive der Festnahme von deutschen Journalisten wie Die-Welt-Autor Deniz Yücel), sowie am Wandel der Türkei unter der AKP und Erdoğan hin zu einer islamisch-konservativen, neoosmanischen Autokratie, signifikant verschlechtert. Beispielhaft dafür steht alleine die Häufigkeit der Einbestellungen des deutschen Botschafters in das türkische Außenministerium, die mit 17 Mal seit März 2016 ein Novum darstellt (Stand: September 2017).
Nach dem Putschversuch in der Türkei Mitte Juli 2016 ergriff Erdoğan radikale Maßnahmen: Massenverhaftungen, Entlassung zehntausender Staatsbediensteter, z. B. Polizisten, Lehrer und Richter – was zu Kritik aus Deutschland führte.

### Staatsbesuche

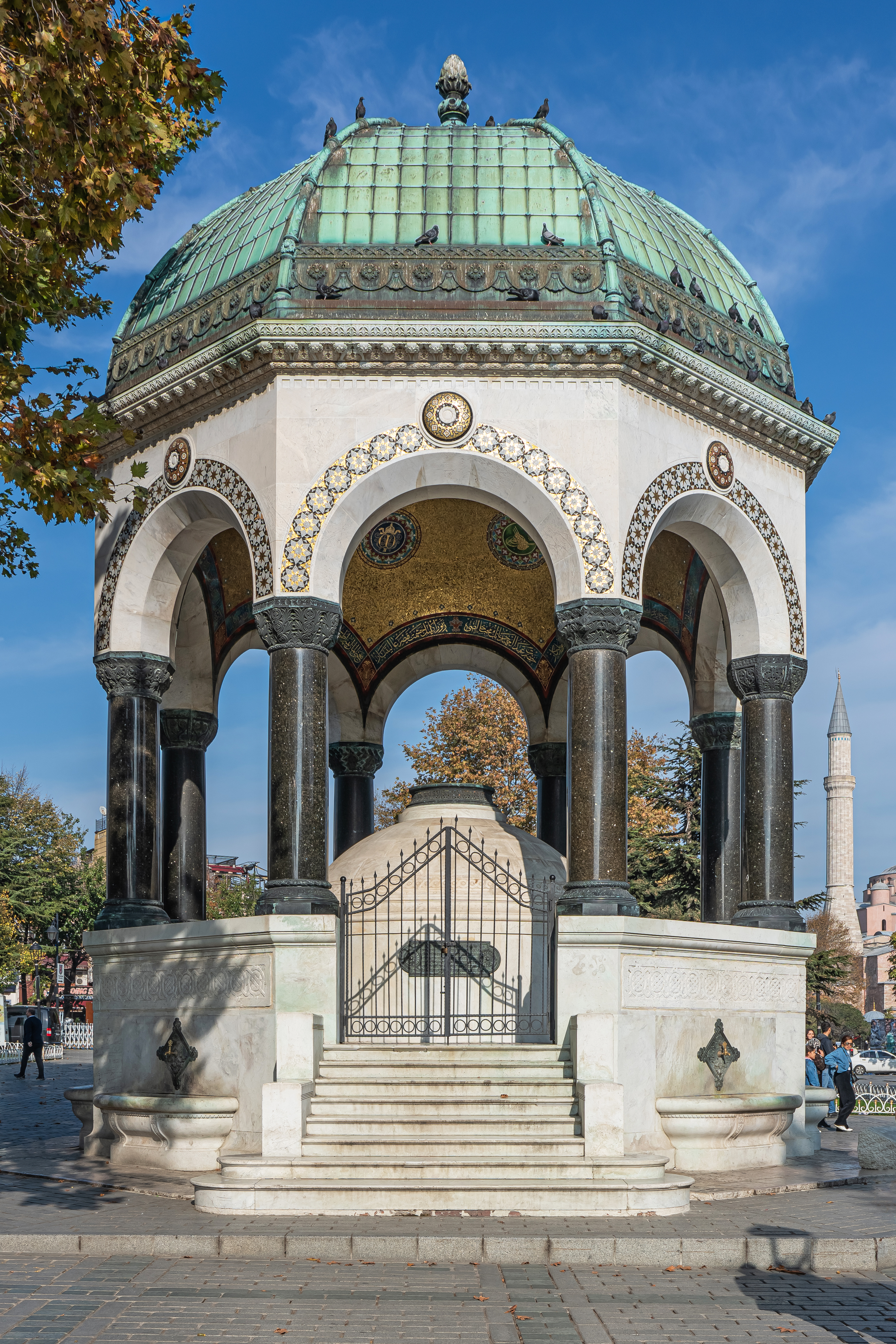
Deutscher Brunnen in Istanbul

Im Jahre 2006 besuchte Kanzlerin Angela Merkel den türkischen Ministerpräsidenten Recep Tayyip Erdoğan, um über den Beitritt der Türkei in die Europäische Union zu diskutieren.
Im Jahre 2008 besuchte der türkische Ministerpräsident Recep Tayyip Erdoğan Kanzlerin Merkel in Berlin und besuchte im Rahmen des Besuchs auch München. Er schlug während des Besuchs vor, dass die deutsche Regierung türkische Schulen und Medien etablieren sollte und dass deutsche Hochschulen mehr Lehrer aus der Türkei einstellen sollten.
Im Jahre 2011 machte der Ministerpräsident Recep Tayyip Erdoğan eine weitere Visite in Deutschland. Auf seiner Rede in Düsseldorf drängte er die Türken in Deutschland, sich zu integrieren, sich aber keineswegs zu assimilieren. Diese Äußerungen führten zu einem politischen Aufschrei in Deutschland.
Zwischen Herbst 2015 und Frühjahr 2016 besuchte die Bundeskanzlerin Merkel die Türkei und Davutoglu Deutschland aufgrund der Flüchtlingskrise in Europa 2015/2016.
Seit November 2017 werden von beiden Seiten aus Besuche gemacht, um die Spannungen im Dialog zu lösen.
| Datum                      | Zielort                            | Staats- bzw. Regierungschef                      | Beschreibung | Quelle               |
| -------------------------- | ---------------------------------- | ------------------------------------------------ | --- | -------------------- |
| 18. bis 22. Oktober 2010   | Ankara                             | Christian Wulff und Abdullah Gül                 | Besuch des damaligen Bundespräsidenten Christian Wulff in der Türkei sowie Treffen mit dem Staatspräsidenten Abdullah Gül und dem damaligen Ministerpräsidenten Erdoğan.                             | [ 28 ]               |
| 18. bis 22. September 2011 | Osnabrück und Berlin               | Christian Wulff und Abdullah Gül                 | Besuch des damaligen Staatspräsidenten Abdullah Gül in Deutschland sowie Treffen mit Christian Wulff.                                                                                                | [ 29 ]               |
| 26. bis 29. April 2014     | Ankara, Istanbul und Kahramanmaras | Joachim Gauck und Abdullah Gül                   | Treffen von Joachim Gauck mit Abdullah Gül und Erdoğan. | [ 30 ]               |
| 12. Januar 2015            | Berlin                             | Ahmet Davutoglu und Angela Merkel                | Die Deutsch-türkische Regierungskonsultationen, Terrorabwehr, Forschung und Wissenschaft als Thema.                                                                                                  | [ 31 ]               |
| 23. April 2016             | Ankara                             | Ahmet Davutoglu und Angela Merkel                | Flüchtlingskrise in Europa 2015/2016 | [ 32 ]               |
| 2. Februar 2017            | Ankara                             | Angela Merkel und Binali Yildirim                | Erster Besuch von Kanzlerin nach dem Putschversuch in der Türkei 2016. | [ 33 ]               |
| 15. Februar 2018           | Berlin und München                 | Angela Merkel und Binali Yildirim                | Besuch von Binali Yildirim bei der Münchener Sicherheitskonferenz sowie Empfang durch Bundeskanzlerin Merkel im Bundeskanzleramt.                                                                    | [ 34 ] [ 35 ]        |
| 28. und 29. September 2018 | Berlin                             | Frank-Walter Steinmeier und Recep Tayyip Erdoğan | Erster Staatsbesuch von Recep Tayyip Erdoğan in Deutschland seit Übernahme des türkischen Präsidentenamtes im Jahre 2014. Empfang durch Bundespräsident Frank-Walter Steinmeier im Schloss Bellevue. | [ 36 ] [ 37 ] [ 38 ] |
| 22.–24. April 2024         | Ankara, Gaziantep, Istanbul        | Frank-Walter Steinmeier und Recep Tayyip Erdoğan | Erster Staatsbesuch eines Bundespräsidenten in der Türkei seit zehn Jahren. | [ 39 ]               |

### Entwicklung 2016/2017

#### Völkermord an den Armeniern
Am 2. Juni 2016 beschloss der Deutsche Bundestag mit einer Gegenstimme und einer Enthaltung auf Antrag der Fraktionen von CDU/CSU, SPD und Grünen die Resolution „Erinnerung und Gedenken an den Völkermord an den Armeniern und anderen christlichen Minderheiten in den Jahren 1915 und 1916“. Bundeskanzlerin Merkel, Vizekanzler Gabriel und der damalige Außenminister Steinmeier nahmen nicht an der Debatte teil.
Präsident Erdoğan drohte, die Resolution werde „ernste“ Folgen für die Beziehungen zwischen beiden Ländern haben. (siehe auch Völkermord an den Armeniern#Deutschland)

#### Diplomatisches Auftreten im Zuge des türkischen Wahlkampfes
Ende 2016 wurde ein Haftbefehl gegen den deutschen Journalisten Deniz Yücel ausgestellt und im Februar 2017 in der Türkei vollstreckt. Im März 2017 kam es wegen des Wahlkampfs um das Referendum zur Einführung des Präsidialsystems in der Türkei zu einem heftigen öffentlichen Streit über die Auftritte (bzw. deren Auftrittsverbote) von türkischen Ministern in verschiedenen Ländern Europas und führte insbesondere in den Niederländisch-türkischen Beziehungen, wie auch in den deutsch-türkischen Beziehungen zu einem diplomatischen Zwischenfall.
Anlässlich des Verfassungsreferendums am 16. April 2017 besuchten mehrere türkische Politiker im Vorhinein zu Wahlkampfauftritten verschiedene Orte in Deutschland auf, da auch aufgrund der türkischen Diaspora 1,4 Millionen wahlberechtigte Türken in Deutschland leben und Auftritte türkischer Spitzenpolitiker in den vorherigen Jahren vor Türkeistämmigen in Deutschland stattgefunden hatten. So trat bereits am 31. Juli 2016, wenige Tage nach dem Putschversuch in der Türkei Sportminister Akif Cagatay in Köln auf einer Pro-Erdogan-Demonstration vor bis zu 40 000 Menschen auf. Am 18. Februar 2017 warb Ministerpräsident Binali Yildirim vor rund 10 000 Menschen in Oberhausen für die Einführung des Präsidialsystems in der Türkei.
Am 2. März 2017 verweigerte schließlich die Stadt Gaggenau dem türkischen Justizminister Bekir Bozdag einen Wahlkampfauftritt aus Platz- bzw. Sicherheitsgründen. Am selben Tag wurde der Auftritt des türkischen Wirtschaftsministers Nihat Zeybekcis im Bezirksrathaus Porz abgelehnt. Auch ein für Sonntag, den 5. März geplanter Hallenauftritt in Frechen des Wirtschaftsministers wurde wegen Organisationsproblemen abgesagt. Gleichzeitig wurde eine Halle in Hamburg, in der der türkische Außenminister Mevlüt Çavuşoğlu auftreten wollte, gesperrt, da dort keine Brandmeldeanlage installiert war. Der türkische Präsident Erdoğan wandte sich daraufhin in einer Wahlkampfrede in der Türkei an Deutschland: „Eure Praktiken unterscheiden sich nicht von den früheren Nazi-Praktiken“.
Der türkische Justizminister Bekir Bozdag behauptete, die abgesagten Wahlkampfauftritte von türkischen Politikern in Deutschland im Rahmen des Verfassungsreferendums der Türkei seien ein „faschistisches Vorgehen“ von deutschen Behörden gewesen. Mevlüt Çavuşoğlu äußerte bei einer Ansprache vor dem türkischen Generalkonsulat in Hamburg, türkische Staatsbürger würden in Deutschland „systematisch unterdrückt“, sprach von „systematischer Propaganda“ gegen die Veranstaltungen und drohte mit der Erwiderung aller Mittel bei „gleichbleibender Behandlung“. In Verbindung mit dem Fall von Deniz Yücel und den Streit um Wahlkampfauftritte zwischen den Niederlanden und der Türkei warf Erdoğan Bundeskanzlerin Angela Merkel „Nazi-Praktiken“ und „Unterstützung des Terrorismus“ vor.
Ende April 2017 wurde die deutsche Journalistin Meşale Tolu im Rahmen ihrer Pressetätigkeit festgenommen, ohne dass deutsche Behörden hierüber informiert wurden.

#### Streit um Incirlik
Im Juni 2017 wurde von der deutschen Regierung beschlossen, die auf der türkischen Air Base in Incirlik stationierten deutschen Soldaten abzuziehen, da die Erdoğan-Regierung fast ein ganzes Jahr deutschen Bundestagsabgeordneten Besuche dort verweigert hatte. In den Monaten zuvor wurde ihnen auch der Zugang zur Basis des NATO Airborne Early Warning and Control Programme Management Organisation (NAPMO) in Konya verweigert. Eine parlamentarische Kontrolle des Bundeswehreinsatzes war trotz mehrfacher und langer diplomatischer Bemühungen nicht möglich. Am 5. Juli 2017 wurde der deutsche Menschenrechtler Peter Steudtner auf einer internen Veranstaltung von Amnesty International festgenommen. Ihm wurde die 'Unterstützung einer bewaffneten terroristischen Vereinigung' vorgeworfen. Daraufhin bestellte die deutsche Regierung den türkischen Botschafter ein. Außerdem reagierte Bundesaußenminister Sigmar Gabriel mit der Verschärfung der Reise- und Sicherheitshinweise auf die veränderte Menschenrechtslage in der Türkei.

#### Forderungen von Abbruch der EU-Beitrittsgespräche und „deutliche Haltsignale“
Bundespräsident Frank-Walter Steinmeier hat die neue Politik der Bundesregierung gegenüber der Türkei begrüßt und Erdoğan scharf kritisiert: Es sei auch eine „Frage der Selbstachtung“ von Deutschland, „deutliche Haltsignale zu senden.“ Nachdem vor der Bundestagswahl deutsche Politiker in der Öffentlichkeit über eine etwaige Beendigung der Beitrittsverhandlungen mit der Türkei diskutierten, gab die türkische Regierung am 9. September 2017 eine Reisewarnung für Deutschland heraus.

#### Entwicklungszusammenarbeit
Die reguläre deutsche Entwicklungszusammenarbeit mit der Türkei wurde 2008 beendet. Seit 2015 unterstützt die deutsche Entwicklungszusammenarbeit die Türkei bei der Aufnahme und Integration syrischer Flüchtlinge mit Projekten in den Bereichen Bildung und Integration in den Arbeitsmarkt.

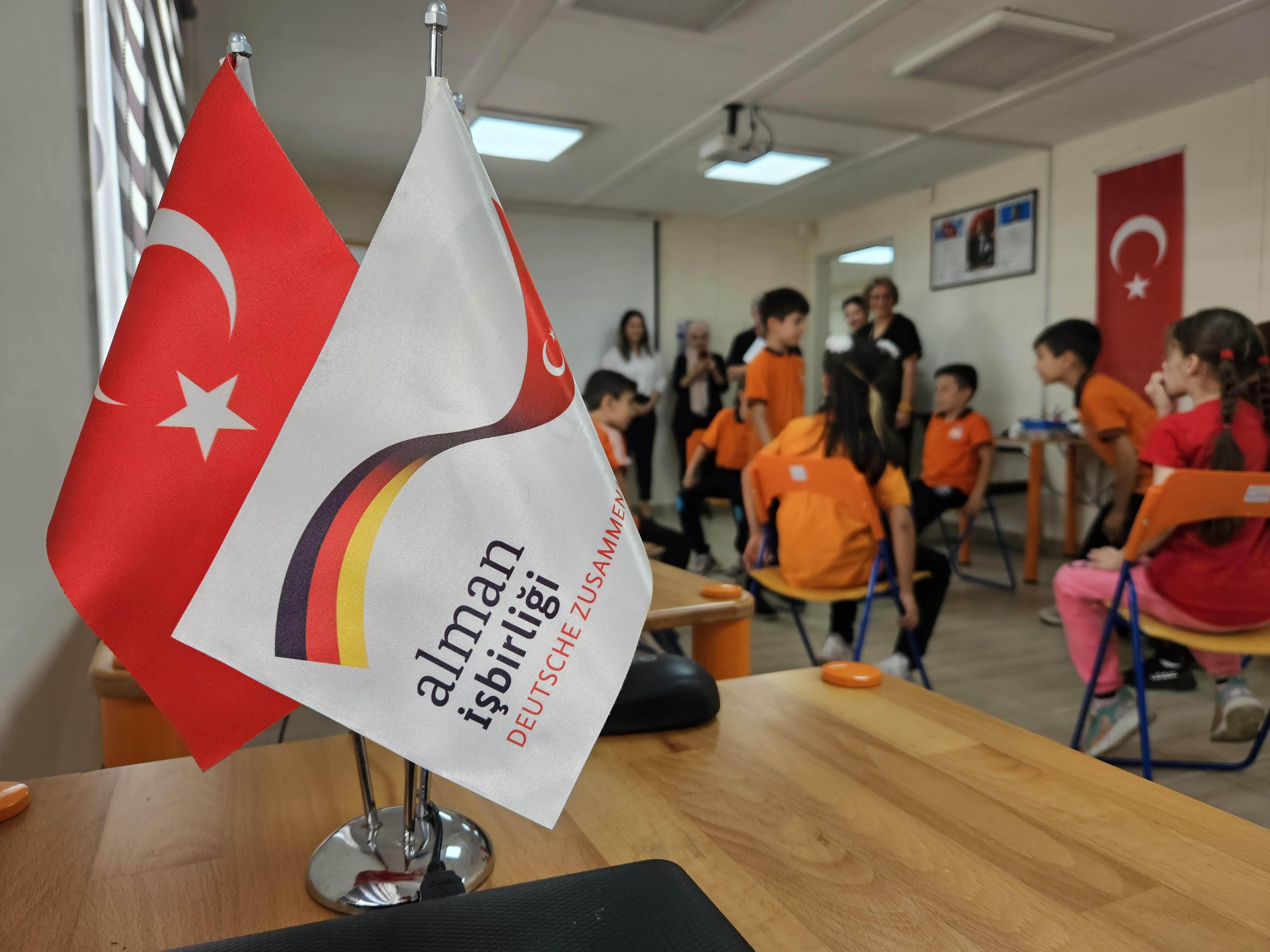
Fahne mit dem Logo der deutsch-türkischen Entwicklungszusammenarbeit in einer Bildungseinrichtung in Bursa

Insgesamt hat die Bundesregierung hierfür insgesamt Mittel in Höhe von rund 834 Millionen Euro bereitgestellt. Deutschland ist damit der größte bilaterale Geber in der Türkei und insgesamt nach den EU-Institutionen der zweitgrößte Geber.

### Entwicklung ab 2018/2019

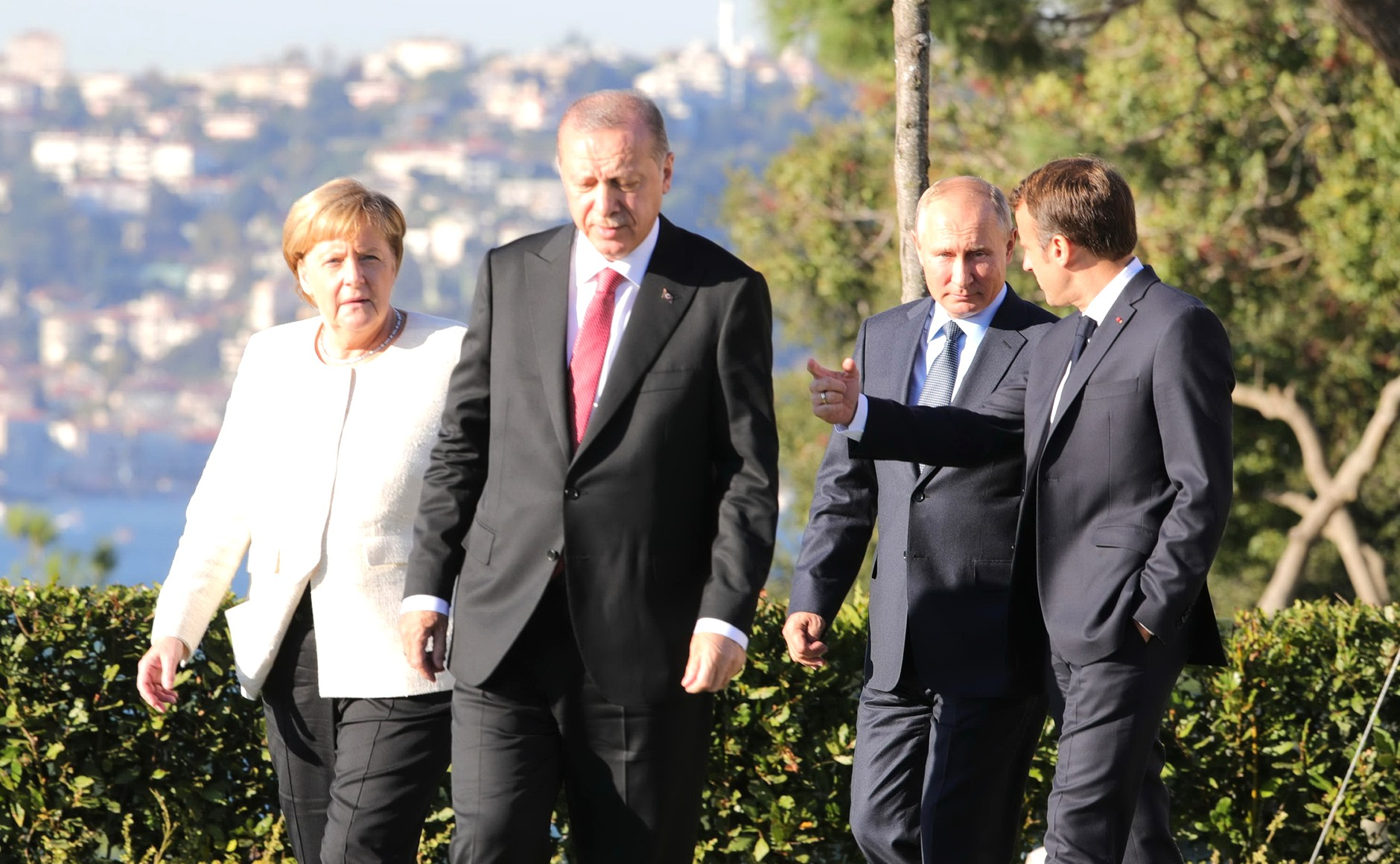
Bundeskanzlerin Angela Merkel, Präsident der Türkei Recep Tayyip Erdoğan, Präsident Russlands Wladimir Putin und Präsident Frankreichs Emmanuel Macron, Istanbul, 2018

Obwohl sich die Menschenrechtslage nicht verbessert hatte, wurde die Deckelung der Hermesbürgschaften für die Türkei im Sommer 2018 von der Regierung Merkel ohne Angabe von Gründen nicht verlängert und das Auswärtige Amt schwächte seine Reisehinweise zur Türkei am 19. Juli 2018 ab. Nach Presserecherchen hatte sich die deutsche Bundesregierung schon 2017 nicht an ihre eigene Deckelung gehalten und mehr als die angekündigten 1,5 Milliarden Exportgarantien an die Türkei gegeben. Im März 2019 verschärfte das Auswärtige Amt die Reise- und Sicherheitshinweise, vor dem Hintergrund der weiter zunehmenden Einschränkung der Meinungs- und Pressefreiheit in der Türkei, erneut.
Im September desselben Jahres wurde der türkische Vertrauensanwalt der Deutschen Botschaft Ankara wegen Verdachts der Spionage festgenommen. Das Auswärtige Amt erklärte, dass der Anwalt auf legale Weise Informationen über türkische Staatsbürger (darunter Kurden und Anhänger der Gülen-Bewegung) die in Deutschland Asyl beantragt haben, für die entsprechenden Asylverfahren, recherchierte.
Nach dem Erdbeben in der Türkei im Jahr 2023 mit mindestens 53.537 Toten wurde Deutschland Türkeis größter bilateraler Aufbauhelfer.
Im Juli 2024 bestellte das türkische Außenministerium den deutschen Botschafter ein, nachdem Mitglieder der deutschen Regierung einen mitunter als rechtsextrem bewerteten Torjubel („Wolfsgruß“) des Fußballers Merih Demiral während der Europameisterschaft 2024 kritisiert hatten. Die türkische Außenministerium stufte die Kritik daran als „fremdenfeindlich“ ein. Daraufhin bestellte das Auswärtige Amt den türkischen Botschafter ein.

## Beziehungen zwischen türkischen und deutschen Parteien
Kontakte von AKP und CDU
Am 16. Februar 2004, eine Woche vor dem Besuch des damaligen SPD-Bundeskanzlers Gerhard Schröder, trafen Angela Merkel, die Vorsitzende der damaligen Oppositionspartei CDU, und Wolfgang Schäuble, damals CDU-Fraktionsvize, mit Vertretern der türkischen Regierungspartei AKP zusammen. Das Presseecho war etwas perplex, so titelte das Nachrichtenmagazin Der Spiegel am frühen Morgen: „EU-Wahlkampf: Merkel auf Anti-Türkei-Reise“, sieben Stunden war der Titel: „CDU will mit islamischer AKP kooperieren“ und wieder fünf Stunden später lautete der Titel schließlich: „EU-Erweiterung: Erdogan lässt Merkel abblitzen“.
Ende Juli 2016 warnte das CDU-Netzwerk Union der Vielfalt vor der Einflussnahme der AKP auf die Union und schickte einen Bericht an Abgeordnete und an die Parteiführung der CDU.
Am 19. August 2016 veröffentlichte die Tageszeitung Die Welt ein Interview mit dem EU-Botschafter Selim Yenel, in dem dieser auf die Frage: „Was fordern Sie jetzt konkret von EU-Politikern?“, antwortete: „Die Türkei erwartet, dass Bundeskanzlerin Merkel, EU-Ratspräsident Tusk, der Präsident der Europäischen Kommission Juncker oder die slowakische EU-Ratspräsidentschaft unser Land jetzt besuchen. Sie würden damit die Demokratie in der Türkei unterstützen und zeigen, dass sie verstanden haben, dass die Demokratie bewahrt wurde. […]“.
Zusammenarbeit der Jugendorganisationen von CHP und SPD
Die Jugendorganisation SPD, die Jusos, und die Jugendorganisation der CHP erklärten in einem Artikel aus dem Oktober 2014 ihre Zusammenarbeit: Wir als Jugendorganisationen der CHP und der SPD verkünden hiermit; Wir kämpfen für eine freie, solidarische und demokratischere Gesellschaft. Sowohl in der Türkei als auch in Deutschland finden wir immer wieder Zustände vor, die wir verändern wollen und müssen. […]
Wahlaufruf der Partei Bündnis 90/Die Grünen für die Partei HDP
Im Mai 2015 rief die Partei Bündnis 90/Die Grünen in Deutschland lebende türkische Staatsbürger dazu auf, in der anstehenden Parlamentswahl in der Türkei Juni 2015 für die türkische Partei HDP zu stimmen.
Wahlaufruf des türkischen Präsidenten und AKP-Vorsitzenden Erdoğan
Staatspräsident Recep Tayyip Erdoğan rief am 18. August in Bezug auf die Bundestagswahl 2017 türkischstämmige Wähler in Deutschland auf, nicht für die CDU, SPD oder Bündnis 90/Die Grünen zu stimmen. Mit der Begründung, dass diese ...alle Feinde der Türkei seien...

## Wirtschaftliche Beziehungen
Deutschland und die Türkei unterhalten enge wirtschaftliche Beziehungen, die bereits durch Handelsbeziehungen seit dem Mittelalter vorgezeichnet sind. Diese wurden im 19. Jahrhundert durch den Ausbau der osmanischen Infrastruktur mithilfe deutscher Firmen vertieft. Seit 1996 existiert eine Zollunion mit der EU. Ein besonders großer Teil der deutschen Exporte in die Türkei entfällt auf Maschinen, elektrotechnische Erzeugnisse und Kraftfahrzeuge sowie Zulieferteile für die Automobilindustrie. Textilien, Lederwaren und Lebensmittel sowie zunehmend Kraftfahrzeuge und Elektronikartikel zählen zu den wichtigsten deutschen Importen aus der Türkei.
2007 war Deutschland mit 13 % der Importe und 14 % der Exporte größter Handelspartner der Türkei: Deutschland ist mit über 13 % (11,9 Mrd. US-$) der Importe und ca. 17 % (9,4 Mrd. US-$) der Exporte der größte Handelspartner der Türkei.

### Tourismus in die Türkei
Das Auswärtige Amt der BRD gibt dazu im Frühjahr 2017 eine spezifische Reisewarnung heraus: 

„...unbeachtlich des gesetzlichen Anspruchs deutscher Staatsangehöriger auf konsularischen Rat und Beistand, (kann) ein konsularischer Schutz gegenüber hoheitlichen Maßnahmen der türkischen Regierung und ihrer Behörden nicht in jedem Fall gewährt werden, wenn der oder die Betroffene auch die türkische Staatsangehörigkeit besitzt. … Es wird dringend davon abgeraten, in der Öffentlichkeit politische Äußerungen gegen den türkischen Staat zu machen bzw. Sympathie mit terroristischen Organisationen zu bekunden. … Reisende sollten besonders aufmerksam sein und Menschenansammlungen und Orte, an denen sich regelmäßig viele Ausländer aufhalten, möglichst meiden.“

## Deutsch-türkischer Jugendaustausch
Eine Kooperation im Deutsch-Türkischen Jugendaustausch wurde erstmals 1994 durch das Bundesministerium für Familie, Senioren, Frauen und Jugend und das Generaldirektorat für Jugend und Sport beim türkischen Ministerpräsidenten ins Leben gerufen.
Nach dem Putschversuch in der Türkei 2016 ist das Interesse an einem Austausch bei deutschen Jugendlichen gesunken. Demgegenüber ist das Interesse türkischer Jugendlicher an einem Austausch nach Deutschland gestiegen. Jedoch finden sich mittlerweile kaum deutsche Gastfamilien, die die türkischen Austauschschüler aufnehmen wollen.